# Fuleco
Fuleco és la mascota de la Copa del Món de Futbol de 2014. La mascota s'inspira en el gènere dels armadillos de tres bandes i, concretament, en l'espècie coneguda com a armadillo de tres bandes brasiler, que és natural de la regió de caatinga del nord-est del Brasil i es troba en estat d'espècie amenaçada d'extinció. L'origen etimològic del nom «Fuleco» és la unió de les paraules futebol i ecologia.
Fou escollida a partir de les opcions Amijubi (amizade i júbilo) i Zuzeco (azul i ecologia), en una votació de gairebé 1,7 milions de fans de l'esport. La seva data de naixement fou escollida per a coincidir amb l'any nou.